# Pierre de Valognes
Pierre de Valognes, también Peter de Valognes y Piers de Valoines (c. 1045-1087), un noble caballero anglonormando, señor de Valognes. Hijo de Enguerrand II de Ponthieu y de Muriel de Conteville (c. 1030-?), hija de Herluin de Conteville y Herleva de Falaise. Siguió a Guillermo el Conquistador en la conquista de Inglaterra, por lo que fue recompensado con diversas propiedades. El Libro Domesday (1086) cita doce señoríos en Essex, uno en Cambridgeshire uno en Lincolnshire, diecisiete en Hertfordshire, veinte en Norfolk y seis en Suffolk; en cuyo condado sus descendientes tenían su residencia, siendo el castillo de Orford la sede principal de su baronía. Las propiedades de Norfolk pertenecieron previamente a Raúl de Guader, antes de la rebelión de los Condes de 1075. Fue sheriff de Essex y Hertfordshire en 1086, y fundador del priorato de Binham en Norfolk, dependiente de la abadía de St Albans.

## Herencia
Se casó con Albreda de Ryes (c. 1052-1096), hija de Hubert de Ryes, Steward de Normandía (c. 1008-1086). Fruto de esa relación nacieron varios hijos:
- Muriel de Valognes (c. 1065-1149), esposa de Hubert de Munchensy (c. 1065-1121) y de Teodorico de Bacheton (c. 1066-?);
- Robert [Hamo] de Valognes, barón Valensis de Parham (c. 1077-1161);
- Peter II de Valognes (c. 1079-1109);
- Hamo de Valenis (1070 - 1129);
- William de Valoignes (c. 1083-?);
- Roger de Valoignes, señor de Benington (c. 1091-1141). Marido de Agnes fitzJohn (m. 1185), hija de John Fitz Richard de Vains.
- Sibyl de Valoignes.

Se casó con una dama llamada Wandelmode (Gaudelmodis, c. 1045-1065) y fruto de esa relación nacieron dos hijos:
- Roberto II de Courcy, barón de Stoke Courcy (c. 1058-1102). Steward de Enrique I de Inglaterra;
- Guillermo I de Courcy, barón de Stogursey (c. 1072-1114). Dapifer o senescal de Enrique I de Inglaterra.